# Gemuh (Pecalungan)
Gemuh is een bestuurslaag in het regentschap Batang van de provincie Midden-Java, Indonesië. Gemuh telt 3345 inwoners (volkstelling 2010).